# Münzenberg
Münzenberg är en stad i Wetteraukreis i Regierungsbezirk Darmstadt i förbundslandet Hessen i Tyskland. Münzenberg består av fyra Stadtteile: Gambach, Münzenberg, Ober-Hörgern och Trais.